# Реактивните момичета
„Реактивните момичета“ (на английски: The Powerpuff Girls) е американски анимационен сериал, създаден от Крейг Маккракън. Излъчването му започва от 18 ноември 1998 г. и завършва на 25 март 2005 г. В България започва на 25 юли 2008 и завършва на 1 септември 2008 (през юли и август 2014 са издадени още няколко). Разказва се за три малки момичета, наречени Белушка, Бълбук и Бръшлян, които имат супер сили и побеждават злодеите. Те живеят в град Таунсвил с техния създател и баща - професор Утоний. Той ги създава, използвайки захар, подправки и всичко най-хубаво, с идеята да създаде перфектните малки момиченца. Тогава неговият помощник-маймуна в лабораторията, Джоджо, го блъска и той без да иска разлива върху сместа мистериозния Химикал Х. Това предизвиква експлозия и така се появяват момичетата. Джоджо обаче също е засегнат от химикала и получава своя огромен мозък, преименувайки се вече на Моджо Джоджо. Той се превръща в главния гений-суперзлодей на Таунсвил и си изгражда обсерватория на върха на действащия вулкан в центъра на града. Други суперзлодеи са Той, Принцесата, Негативните момчета, създадени от Моджо Джоджо, Фъзи Лъмпкинс и други. На 1 септември 2016 г. излиза нова поредица със същото заглавие, която се води рестарт на оригиналната.

## Герои

### Белушка
Белушка е „умната“ и лидерът на групата. При нея преобладава съставката „всичко най-хубаво“. Получава името си, защото говори прямо и откровено. Тя се държи като най-зрялата, улегнала и отговорна от трите. Също така е много умна и е отличничка – най-лошият и кошмар е да се провали на тест. Държи на внимателно формулираните планове като най-сигурно средство за побеждаване на злото. Поради това често възникват спорове между нея и сестра и Бръшлян, която предпочита само да атакува (въпреки че понякога Белушка е „миротворец“ между сестрите си). Учи китайски. Отрицателните и черти са че обича да командва и да е в центъра на вниманието и понякога е дребнава. Има дълга рижа коса, за която много се грижи (и носи голяма червена панделка и шнола) и розови очи. Нейният цвят е розово. Специалната ѝ сила е „леденият дъх“, с който заледява предмети.

### Бълбук
Бълбук е „сладката“ в групата, въпреки че е на същата възраст. При нея преобладава съставката захар. Получава името си, защото е „сладка и балонеста“. Тя е най-милата и срамежливата, държи се най-детински и е най-лесно да я разплачеш. Затова понякога е подценявана като боец, но не е по-слаба от сестрите си. Бръшлян често я нарича „бебе“ заради характера и. Тя е дружелюбна, невинна, игрива и наивна, но може и много да се ядосва. Обича животните (с изключение на хлебарките) и да рисува с пастели. Любимата и играчка е лилаво октоподче, наречено „Окти“. Има светлоруса коса, вързана на две къси опашчици, сини очи и нейният цвят е светлосиньото. Специалната и сила е да пищи.

### Бръшлян
Бръшлян е „най-коравият“ боец на групата. При нея преобладава съставката „подправки“. Тя е мъжко момиче и обича да се бие. В един от епизодите смята, че любимото и одеялце ѝ помага да бъде по-добър боец. Най-големият ѝ страх са паяците. Тя също така мрази да се къпе и обича да се цапа.

### Моджо Джоджо
Маймуна гений, която е създадена заедно с реактивните момичета. Когато професора слага химикал хикс в сместа за перфектни момичета, неговото шимпанзе – Джоджо поглежда в съда. След силен взрив, кожата му става зелена и му пониква гигантски мозък. След като бива отритнат от къщата на професора, Джоджо се прекръства на Моджо Джоджо. Построява си обсерватория на върха на вулкан в центъра на Таунсвил. Целта му е да унищожи реактивните момичета.

### Други герои
- Професор Утоний – Създателят на трите момичета.
- Кмета – кмет на Таунсвил.
- Госпожица Сара Белъм – секретарката на кмета.
- Фъзи Лъмпкинс – розов и космат звяр, живящ в гората до града; враг на момичетата.
- Той – Един от най-силните опоненти на реактивните момичета. Представлява дяволовидно създание направено от чисто зло. В превод от английски His Inferno Majesty, името му трябва да се преведе Негово Адско Величество или НАВ.
- Принцесата – разлигавено супербогато дете, което иска да стане реактивно момиче.
- Амебите – три амеби, които искат да станат престъпници.
- Преластуза – мадама, използваща странен гел за коса, който придава сили на нейната коса.
- Гангрените – 5 тийнейджъри – Ейс, Змията, Артур, Гробър и Големия Били, които са със странна зелена кожа.
- Негативните момчета – Момчешката версия на реактивните момичета и техния най-труден опонент.

## 10-годишен юбилей
На 29 и 30 ноември 2008 г. по европейския Cartoon Network се излъчи специален уикендски маратон на Реактивните момичета по случай 10-годишния юбилей на сериала. На 29 ноември 2008 г. се излъчи специален епизод, озаглавен „Реактивните момичета са върхът“, който се води и официален край на сериала.

## 15-годишен юбилей
На 28 януари 2013 г. е обявено, че ще се излъчи нов компютърно анимиран епизод, озаглавен „Злоденсинг Старс“. В рекламного му клипче участва Ринго Стар от групата Бийтълс, който изпълнява нова песен „Иска ми се да бях реактивно момиче“. Епизодът е режисиран от Дейв Смит, който и преди е режисирал епизоди на сериала, а за ролите се завръщат и членовете на оригиналния състав. В България епизодът се излъчи на 26 юли от 08:30 по Cartoon Network.

## „Реактивните момичета“ в България
В България сериалът започва излъчване на 25 юли 2008 г. по Нова телевизия, а разписанието му е всеки делничен ден от 06:00, като се излъчват по два епизода дневно и е с български дублаж. От 2 септември излъчването е временно прекратено, като последните излъчени епизоди са първите два от пети сезон и след тях на другия ден, епизода „Нищо специално / Долината на лъжите“ от шести сезон в 06:30, като все още не се знае защо е пуснат по този начин. Ролите се озвучават от артистите Христина Ибришимова, Ася Братанова, Вилма Карталска, Петър Чернев и Любомир Младенов.
На 11 юни 2009 г. започва повторно излъчване по Диема Фемили, всеки делничен ден от 08:40 с повторение от 06:00. То приключва на 21 август, като епизодите се излъчват по същия начин, както по Нова телевизия.
На 26 юли 2014 г. е излъчен премиерен маратон от 08:30 до 14:00 по Cartoon Network, който съдържа специалния епизод за 15-годишнината на сериала и 12 епизода от оригиналната поредица. От 28 юли започва премиерно излъчване на епизоди от първи сезон с разписание всяка делнична сутрин от 11:10. Излъчени са и няколко епизода не излъчени в България дотогава. Дублажът е на студио Александра Аудио. В дублажа участват Ася Братанова, Вилма Карталска, Христина Ибришимова, Симона Нанова, Иван Петков, Николай Пърлев, Георги Иванов, Христо Бонин, Момчил Степанов, Петър Бонев и други. В музикалния епизод „Злоденсинг старс“ озвучават Христо Бонин и Момчил Степанов, а песните се изпълняват от Весела Делчева, Елена Грозданова, Надежда Панайотова, Момчил Степанов, Ясен Зердев, Ивайло Парпулов, Дороти Такева, Анатолий Божинов и Георги Стоянов. Режисьор на дублажа е Симона Нанова, а преводът е на Милена Кекеманова и Йоанна Йорданова.